# Ringsted
Ringsted (deutsch veraltet Ringstedt) anhörenⓘ ist eine Stadt auf Seeland in Dänemark und ein wichtiger Verkehrsknoten. Hier zweigt die Bahnlinie nach Rødby von der Bahnstrecke København–Fredericia ab; außerdem laufen auf die Stadt mehrere wichtige Straßen zu. Ringsted ist der Verwaltungssitz der Gemeinde Ringsted in der Region Sjælland und zählt als Ort 24.094 Einwohner (Stand 1. Januar 2025). Die Kommune Ringsted ist 295,5 km² groß und zählt 36.286 Einwohner (1. Januar 2025).

## Geschichte
Ringsted gehört zu den ältesten städtischen Siedlungen in Dänemark. Im Mittelalter war der Ort gewissermaßen Hauptstadt für Seeland, da sich hier das Landesthing befand. Wenn auch das Seeländische Recht weder in Jütland noch in Schonen Gültigkeit hatte, war Ringsted zeitweise doch Zentralort für ganz Dänemark.
Am 7. Januar 1131 wurde Herzog Knud Lavard im nahe gelegenen Haraldsted von seinem Vetter Magnus, dem Sohn des damaligen Königs Niels, ermordet. Er wurde in der Ringsteder Kirche beigesetzt, die sich nach seiner Heiligsprechung 1170 zu einem bedeutenden Wallfahrtsort entwickelte.
Nachdem das Königtum die Domstadt Roskilde und später Kopenhagen zu ihrem wichtigsten Zentrum gemacht hatte, blieb Ringsted trotz seiner zentralen Lage auf der Insel eine Provinzstadt.

## Bauwerke

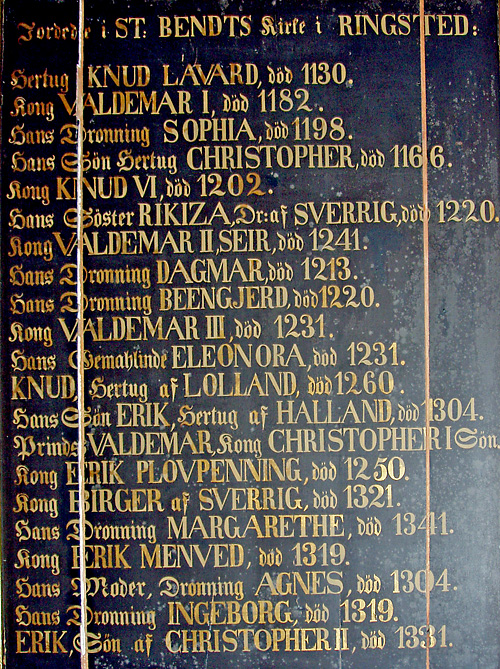
Tafel der in der St.-Bendts-Kirche begrabenen Könige

Sehenswert ist die romanisch-gotische St.-Bendts-Kirche aus dem 12. Jahrhundert mit wertvollen Kalkmalereien, in der wie in der Kathedrale von Roskilde Königsgräber untergebracht sind. Sie zählt zu den ältesten Ziegelsteinbauten Dänemarks.
Bei Ringsted befand sich der Vergnügungspark Fantasy World, der 2006 von BonBon-Land gekauft wurde und nach Holme-Olstrup umzog.

## Flugplatz
Der Flugplatz Ringsted (dänisch Ringsted Flyveplads; ICAO-Code EKRS) befindet sich ungefähr zwei Kilometer südöstlich der Stadt Ringsted und hat eine 733 Meter lange Start- und Landebahn aus Gras. Auf der nördliche Seite des Flugplatzes befindet sich ein Hubschrauberlandeplatz aus Beton mit einem Durchmesser von 15 Metern.

## Entwicklung der Einwohnerzahl
| Jahr             | Einwohner |
| ---------------- | --------- |
| 9. November 1970 | 14.080    |
| 1. Januar 1976   | 16.005    |
| 1. Januar 1981   | 16.564    |
| 1. Januar 1986   | 17.098    |
| 1. Januar 1990   | 17.188    |
| 1. Januar 1996   | 17.714    |
| 1. Januar 2000   | 18.053    |
| 1. Januar 2004   | 18.782    |
| 1. Januar 2008   | 20.188    |
| 1. Januar 2010   | 20.767    |
| 1. Januar 2011   | 21.151    |

## Verwaltungszugehörigkeit
Ringsted teilt sich in die Kirchspielsgemeinden (dän.: Sogn): Ringsted Sogn und Benløse Sogn.
- bis 31. März 1970: Ringsted Herred im Sorø Amt
- seit 1. April 1970: Ringsted Kommune, bis 31. Dezember 2006 im Vestsjællands Amt
- seit 1. Januar 2007 in der Region Sjælland

## Töchter und Söhne der Stadt
- Jørgen Roed (1808–1888), Porträt- und Genremaler
- Per Hækkerup (1915–1979), Politiker
- Helle Sørensen (* 1963), Radrennfahrerin
- Jon Holst-Christensen (* 1968), Badmintonspieler
- Trine Hansen (* 1973), Ruderin
- Anders Oechsler (* 1979), Handballspieler
- Kristian Pedersen (* 1994), Fußballspieler
- Simone Petersen (* 1997), Handballspielerin

## Partnerschaften
Ringsted unterhält Städtepartnerschaften mit Kutná Hora in Tschechien, Vammala in Finnland, Halden in Norwegen, Skövde in Schweden, Gyöngyös in Ungarn und Ringsted im US-Bundesstaat Iowa.